# Hiéroglyphe égyptien D52
Pour les articles homonymes, voir Phallus (homonymie).

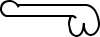
Phallus ou pénis humain D52.

Le hiéroglyphe égyptien D52 (phallus) est classifié dans la section D « Parties du corps humain » de la liste de Gardiner ; il y est noté D52.

## Représentation
Il représente un pénis humain, circoncis et en érection. Il est translittéré mt.

## Utilisation
| C'est un phonogramme bilitère de valeur mt (voir l'hébreu biblique מְתִים /məṯîm/ « hommes », |

| D52 · t · Z5 |

| D52 · t · Z5 |

ou le copte ⲙⲟⲩⲧ « phallus »).
C'est un déterminatif du masculin, de la virilité.
| aA · D52 | E7 |

| aA · D52 | E7 |

| kA · D52 | E1 |

| kA · D52 | E1 |

| aA · D52 | E7 |

| aA · D52 | E7 |

| D36 |

| D36 |

de l'âne devenu celui au grand pénis en plus de celui qui brait (ˁȝ venant d'un transfert onomatopéique de son cri).
| D53 |

| D53 |

exprime ce qui en sort ou son action.
Cependant au Moyen Empire son usage diffère quelque peu et est moins cohérent.

## Exemples de mots
| mt · t | B1 |

| mt · t | B1 |

| mt · t | W · t | D53 · Z2 |

| mt · t | W · t | D53 · Z2 |

| x · D52 | t · Z2 |

| x · D52 | t · Z2 |